# 岢岚绒䶄
岢岚绒䶄（学名：Caryomys inez）为仓鼠科绒䶄属的动物，是中国的特有物种。分布于甘肃、陕西、河北、四川、山西等地，一般栖息于山地阔叶林、灌丛、草地及耕地。该物种的模式产地在山西岢岚县。

## 分类变动
本种曾长期归属于绒鼠属绒䶄亚属。1996年中国学者根据形态特征以及染色体核型上明显差异将绒䶄属（Caryomys）恢复独立属地位，本种由“岢岚绒鼠”更名为“岢岚绒䶄”。

## 亚种
- 岢岚绒䶄指名亚种（学名：Caryomys inez inez），Thomas于1908年命名。在中国大陆，分布于河北、山西等地。该物种的模式产地在山西岢岚县。[3]
- 岢岚绒䶄陕西亚种（学名：Caryomys inez nux），Thomas于1910年命名。在中国大陆，分布于陕西（南部）、甘肃（南部）、四川（北部）等地。该物种的模式产地在山西长治。[4]